# Burdick Motor Car Company
Burdick Motor Car Company war ein US-amerikanischer Hersteller von Automobilen. Eine andere Quelle schreibt Burdick Motor Company.

## Unternehmensgeschichte
Ralph Burdick stellte in seiner American Motor Company Zweitaktmotoren für Boote her. 1909 gründete er das separate Unternehmen für den Automobilbau in Eau Claire in Wisconsin. Die Fahrzeuge wurden als Burdick vermarktet. 1909 oder 1910 endete die Produktion. 1910 wurde das Unternehmen aufgelöst.

## Fahrzeuge
Das Model C hatte einen Sechszylindermotor von der Continental Motors Company mit 9668 cm³ Hubraum, der 60 PS leistete. Das Fahrgestell hatte 361 cm Radstand. Die Fahrzeuge waren als offene siebensitzige Tourenwagen karosseriert. Der Neupreis lag mit 7000 US-Dollar sehr hoch.
Das Modell Greyhound sollte den gleichen Radstand sowie einen stärkeren Motor mit 85 PS Leistung erhalten, wurde jedoch nicht fertiggestellt.